# Affiliate-Netzwerk
Der Begriff Affiliate-Netzwerk stammt aus der Online-Werbung. Affiliate-Netzwerke stellen im Internet die Plattform für ein spezielles Online-Marketing (Affiliate-Marketing) zur Verfügung.
Affiliate-Netzwerke sind die Vermittler zwischen registrierten Advertisern (Anbietern von Produkten und Dienstleistungen, auch Merchants genannt) und registrierten Publishern (Online-Vertriebspartner bzw. Website-Betreiber, sog. Affiliates). Letztere können auf der Plattform spezielle Web-Codes zu Werbekampagnen, die Kampagnen-Codes, der Advertiser herunterladen und diese Codes auf ihren Webseiten einbinden.
Die Affiliate-Netzwerke stellen beiden Parteien die nötige Infrastruktur zur Verfügung. D. h., Affiliate-Netzwerke bieten ihnen die technischen Voraussetzungen für die Verwaltung des Kampagnen-Codes, für das Tracking des Webseitenbesuchers und für die Provisionsermittlung (Vergütungsmodelle). Damit sind Affiliate-Netzwerke Dienstleister in der Online-Werbung.

## Funktionen und Service
Ein Affiliate-Netzwerk funktioniert folgendermaßen: Als technologische Plattform fungiert es als Schnittstelle für Affiliates und Merchants. Das Affiliate-Netzwerk stellt seinen Affiliates Werbemittel (wie beispielsweise Werbebanner) für die Bewerbung von Produkten/Dienstleistungen der Merchants zur Verfügung. Die Affiliates integrieren diese Werbemittel in ihren Websites und leiten so User z. B. auf den Online-Shop oder jeweilige Produkt-Website des Werbetreibenden. Kauft der User dort ein, erhält der Affiliate rein erfolgsorientiert eine entsprechende Provision vom Merchant. Das Netzwerk übernimmt dafür nicht nur die Bereitstellung und Verwaltung der Technik, sondern auch die finanzielle Abrechnung. Außerdem werden sowohl Merchants als auch Affiliates bei dem jeweiligen Netzwerk von fachkundigen Spezialisten betreut. Diese so genannten Affiliate-Manager (oder im Allgemeinen Account-Manager) stellen den Kontakt zwischen Affiliates und für sie interessanten Merchants her und helfen beim Auf- und Ausbau ihrer Zusammenarbeit. Außerdem betreuen sie deren Affiliate-Kampagnen (im Fachjargon „(Partner-) Programme“ genannt).
Der wichtigste Grund dafür, mit einem Affiliate-Netzwerk zusammenzuarbeiten, ist die schier unendliche Masse an potentiellen Affiliate-Partnern, die sich eher ungern bei hunderten einzelnen Affiliate-Kampagnen anmelden möchten. Affiliate-Netzwerke ermöglichen die Bündelung vieler Kampagnen und die Möglichkeit alles über eine bzw. wenige Plattformen abwickeln zu können.
- Finden und Vermitteln von zueinander passenden Affiliate-Partnern: Affiliate-Netzwerke helfen ihren Mitgliedern, einerseits im persönlichen Kontakt und durch die Expertise der Account-Manager, andererseits durch Automatismen im dahinterstehenden technischen System, die jeweils optimal passenden Affiliate-Partner zu finden. So gibt es Affiliates, die sich auf spezielle Branchen, Produkte oder auch auf bestimmte Marketing-Aktivitäten (z. B. Suchmaschinenmarketing, kurz SEM) spezialisiert haben. Das angebotene Produkt des Merchants oder seine Branche sind dann entscheidend für das Finden des richtigen Affiliates. Ist der Merchant beispielsweise ein Anbieter von Pauschalreisen, so kommen Besitzer von Reise-Vergleichs- und -Buchungsportalen für ihn als passende Affiliates in Frage.
- Unterstützung und Betreuung der Affiliate-Partner: Affiliate-Marketing ist sehr komplex. Aus diesem Grund werden die Teilnehmer von Affiliate-Netzwerken oft persönlich betreut, um reibungslos mit der Plattform arbeiten und schnell ihre Kampagnen anlegen und durchführen zu können, sowie eventuelle technische Hürden schnell zu überwinden.
- Übersicht über und Verwaltung von Kampagnen, Werbemitteln Aktionen (z. B. Gutscheine): Den Merchants wird angezeigt, welche Kampagnen sie gerade geschaltet haben und welche ihrer Werbemittel die Affiliates auf ihren Websites ausliefern. Außerdem sehen sie, welchen Erfolg die einzelnen Affiliates erzielen (z. B. wie oft das Werbemittel angezeigt oder geklickt wurde oder wie viele Verkäufe bisher erreicht wurden) und wie hoch die jeweiligen Provisionen bis jetzt ausfallen. Affiliates sehen, welche Kampagnen neu und mit welchen Werbemitteln von den Merchants angeboten werden und welche davon besonders zu ihrem Web-Angebot passen würden. Außerdem sehen sie, welchen Erfolg laufende Kampagnen bei ihnen gerade erzielen. Ähnlich sehen beide Parteien, welche Aktionen gerade angeboten werden (z. B. Sonderprovisionen für Affiliates oder Rabatte für Merchants, Gutscheine), an welchen Sonderaktionen sie sich gerade beteiligen oder welche Gutschein-Codes ihnen gerade zur Verfügung stehen.
- Reporting/Berichterstattung über den Verlauf von geschalteten Kampagnen und anfallenden Provisionen: Affiliate-Netzwerke stellen ihren Mitgliedern ständig aktualisierte Statistiken und Berichte zur Verfügung, die den Verlauf und den Erfolg der laufenden Kampagnen  anzeigen. Merchants erhalten Berichte über vermittelte Transaktionen und Affiliates werden darüber benachrichtigt, welche Provisionen sie von „ihren“ Merchants erhalten.
- Abrechnung: Die Höhe der einzelnen zu zahlenden Provisionen wird exakt vom System bestimmt, dem Merchant mitgeteilt und in den meisten Fällen automatisch abgerechnet. Die Korrektheit der gezahlten Provisionen wird überprüft und bei Unstimmigkeiten macht das automatische System darauf aufmerksam. Außerdem stehen meistens die Affiliate-Manager zur Verfügung, um Unstimmigkeiten im Zahlungsverkehr persönlich mit den Affiliate-Partnern zu regeln.
- Sicherheit gegen Betrugsfälle: Affiliate-Netzwerke sorgen z. B. dafür, dass Merchants die fälligen Provisionen einer Kampagne wirklich nur an die Affiliates zahlen, die diese Kampagne tatsächlich auf ihren Websites bekannt gemacht und so Conversions generiert haben. Ähnliches gilt auch für die Verwendung von exklusiven Gutscheincodes (also solchen, die, quasi als Sonderangebot, nur von bestimmten Affiliates in ihre Websites eingebunden werden dürfen). Alle Provisionen, die durch Verwendung eines exklusiven Gutscheincodes ausbezahlt werden, werden immer nur diesem einen, exklusiven Affiliate zugerechnet, selbst wenn beispielsweise die Klicks auf der Webpräsenz eines anderen Affiliates generiert wurden, der den jeweiligen Gutscheincode unberechtigt verwendet hat.

Dem Vorteil der zahlreichen Serviceleistungen wie der zentralen Verwaltung und einfacheren Handhabung steht allerdings der Kostenfaktor gegenüber. Merchants zahlen in der Regel vor allem bei den größeren Netzwerken eine Setup-Gebühr, die derzeit ca. zwischen 500 Euro und 5000 Euro liegen kann. Darüber hinaus können auch monatliche Fixgebühren anfallen und fast alle Affiliate-Netzwerke verlangen eine umsatzabhängige Provision, die im Allgemeinen 30 Prozent von der an den Affiliate ausgeschütteten Provision ausmacht. Des Weiteren kann es auch sein, dass Merchants durch die Zusammenarbeit mit einem Affiliate-Netzwerk ihr Pool an potenziellen Affiliates künstlich dezimieren.

## Entstehung
Seit der Entstehung des Internets hat sich das Marketing in den vergangenen Jahren erheblich verändert. Dies gilt auch für die Werbeformen. Die Nutzung von Online-Angeboten wächst auch in Zeiten der Werbekrise. Produkte und Dienstleistungen im Internet zu vermarkten hat für viele Unternehmen den Vorteil, Werbung zielgenau zu platzieren, ohne großartige Streuverluste. Konditionsmodelle wie „pay-per-click“, in dem nur der Klick auf einen Werbelink Kosten verursacht, aber nicht dessen Darstellung, sorgen dafür, dass Werbung stärker auf das jeweilige Zielpublikum zugeschnitten werden kann und Streuverluste immer besser vermieden werden.
Im Rahmen von Online-Werbeaktivitäten entwickelte sich ein weiteres, wichtiges Feld: das Affiliate Marketing. Hier arbeiten Merchants (Anbieter von Produkten und Dienstleistungen) mit Affiliates (betreiben Web-Angebote, z. B. Websites und binden die Werbemittel der Affiliates darauf ein) partnerschaftlich auf Erfolgsbasis zusammen. Das Ergebnis: Der Affiliate bemüht sich, die Werbemittel an relevanten Stellen in optimal dazu passenden Umfeldern online zu zeigen und die Werbung so erfolgreich zu machen. Er erhält für jeden Werbe-Erfolg (Klick, Kauf, Adress-Datensatz etc.) eine Provision vom Merchant. Dieser kann wiederum seine Werbeausgaben minimieren und gleichzeitig seine optimale Zielgruppe erreichen, da er nur bei Erfolg für die Auslieferung der Werbemittel bezahlt.
Normalerweise müssten sich Merchants und Affiliates dabei selbst finden und abstimmen. Der Markt für Affiliate-Marketing wuchs in den letzten Jahren erheblich und wurde immer unübersichtlicher.
Außerdem ist es, v. a. für die Merchants, sehr aufwändig, eine Affiliate-Kampagne zu betreiben. So müssen Werbemittel aktuell gehalten werden, Provisionszahlungen und Stornierung getätigt werden, Affiliates müssen betreut, Statistiken erstellt werden und natürlich muss man seine Kampagne auch bei den Affiliates bekannt machen. Für mittlere und kleine Firmen wäre der Aufwand viel zu hoch.
Affiliate-Netzwerke sind seit Ende der Neunziger entstanden, um diese Situation zu entzerren. Sie haben die Rahmenbedingungen geschaffen, um für hunderte von Affiliate-Partnern gleichzeitig Kampagnen abzuwickeln (siehe oberer Punkt Funktionen und Service) und Affiliate-Partner vermitteln zu können, um so die Arbeit im Affiliate-Marketing für alle Beteiligten zu erleichtern.